# Cumberlandita
Cumberlandita é uma rocha encontrada no estado de Rhode Island, nos Estados Unidos. Ela é encontrada em concentrações significativas apenas em uma parte de  4 acres (16.000 Km²) no Vale de Blackstone, em Cumberland. Algumas partes de Cumberlandita também são encontrados em toda a parte da bacia hidrográfica da Baía de Narragansett. Devido à alta quantidade de ferro em sua composição, esta rocha é levemente magnética.

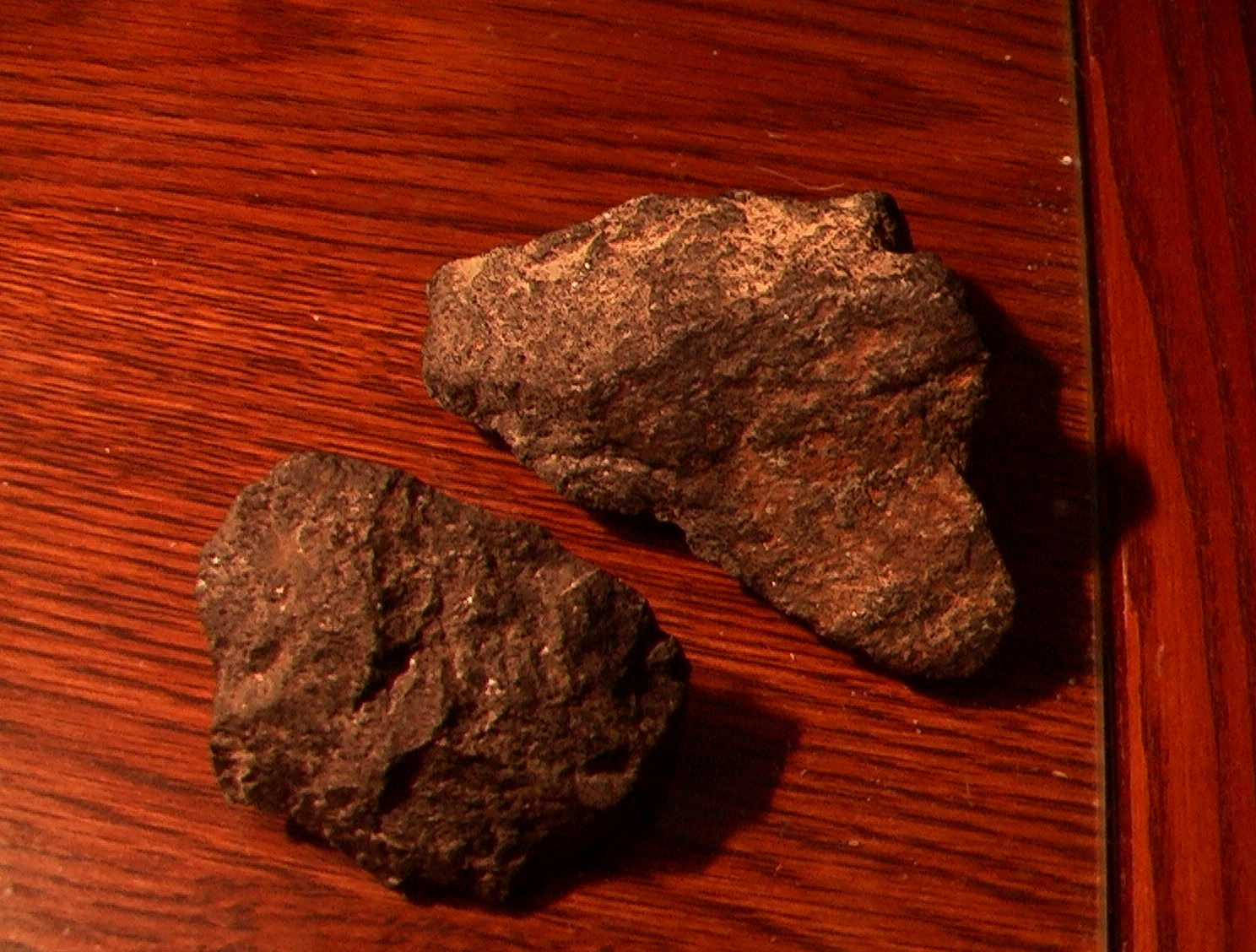
Dois pedaços de cumberlandita

A descoberta da rocha remonta a centenas de anos atrás, quando colonizadores a encontraram. Inicialmente, ela foi considerada valiosa para a indústria de fabricação de canhões e ferramentas agrícolas nos séculos XVIII e XIX. A cumberlandita também possui níveis relativamente elevados de titânio, que também era considerado valioso na indústria de ferramentas. Durante a Guerra da Independência dos Estados Unidos, colonos tentaram criar canhões a partir da rocha, mas os canhões se romperam devido à fragilidade do ferro.[carece de fontes?]
A Cumberlandita tem uma coloração que varia de preto a marrom-acastanhado, com cristais brancos, o que a diferencia de outras rochas encontradas nos depósitos glaciais de Rhode Island. Além disso, ela é mais densa do que o granito e as rochas metamórficas comuns nestas áreas. 
Embora seja comum em depósitos glaciais de Rhode Island, a Cumberlandita também pode ser encontrada em depósitos de diferentes formas ao longo da costa sul de Narragansett. Devido à sua singularidade, que causa diferenciação de outras rochas do local e a facilidade de identificação, ela é conhecida como a rocha representativa do estado de Rhode Island.

## Petrologia
A rocha é uma rocha ígnea máfica incomum conhecida como uma troctolita. Ela apresenta uma coloração preta com fenocristais de plagioclase em uma matriz parcialmente granulada composta por magnetita, ilmenita, olivina e espinela hercinita. A presença abundante de magnetita e ilmenita, que compõem mais de 70% da composição da rocha, é responsável por sua alta densidade e propriedades magnéticas. Em certas áreas, a orientação paralela dos cristais cria uma textura de fluxo laminar na rocha. Ela faz parte do subsolo de Esmond-Dedham e tem uma idade incerta que abrange do Proterozoico ao Devoniano.